# Комплексный тор

Комплексный тор, ассоциированный с решёткой с двумя периодами, ω_{1} и ω_{2}. Соответствующие рёбра отождествляются.

Комплексный тор — это некоторый вид комплексного многообразия M, лежащее в основе гладкое многообразие которого является тором в обычном смысле (то есть прямым произведением некоторого числа N окружностей). Здесь N должно быть чётным числом 2n, где n — комплексная размерность многообразия M.
Все такие комплексные структуры могут быть получены следующим образом: возьмём решётку {\displaystyle \Lambda } в Cn, которое рассматривается как вещественное векторное пространство. Тогда факторгруппа
{\displaystyle \mathbf {C} ^{n}/\Lambda }
является компактным комплексным многообразием. Все комплексные торы, с точностью до изоморфизмов, получаются таким образом. При n = 1 это будет классическое построение эллиптических кривых на основе периодической решётки. Для n > 1 Бернхард Риман нашёл необходимые и достаточные условия для комплексного тора, чтобы оно было абелевым многообразием. Если они многообразиями являются, их можно вложить в комплексное проективное пространство и они являются абелевыми многообразиями.
Актуальные проективные вложения сложны (см. Уравнение, определяющее абелево многообразие), когда n > 1 и, на самом деле, совпадают с теорией тета-функций от нескольких комплексных переменных (с фиксированным модулем). Нет ничего проще, чем описание кубической кривой для n = 1. Компьютерная алгебра может работать со случаями малого n сравнительно точно. По теореме Чоу никакой тор, отличный от абелевого многообразия, может быть «помещено» в проективное пространство.